# Cântece pentru un muzeu
Cântece pentru un muzeu este un film românesc din 2013 regizat de Eliza Zdru.

## Distribuție
Distribuția filmului este alcătuită din:
- Vasile Giogi
- Mihai Gherase
- Nicolae Zogu
- Dumitru Zogu
- Grigore Leșe